# Stade Michel Volnay

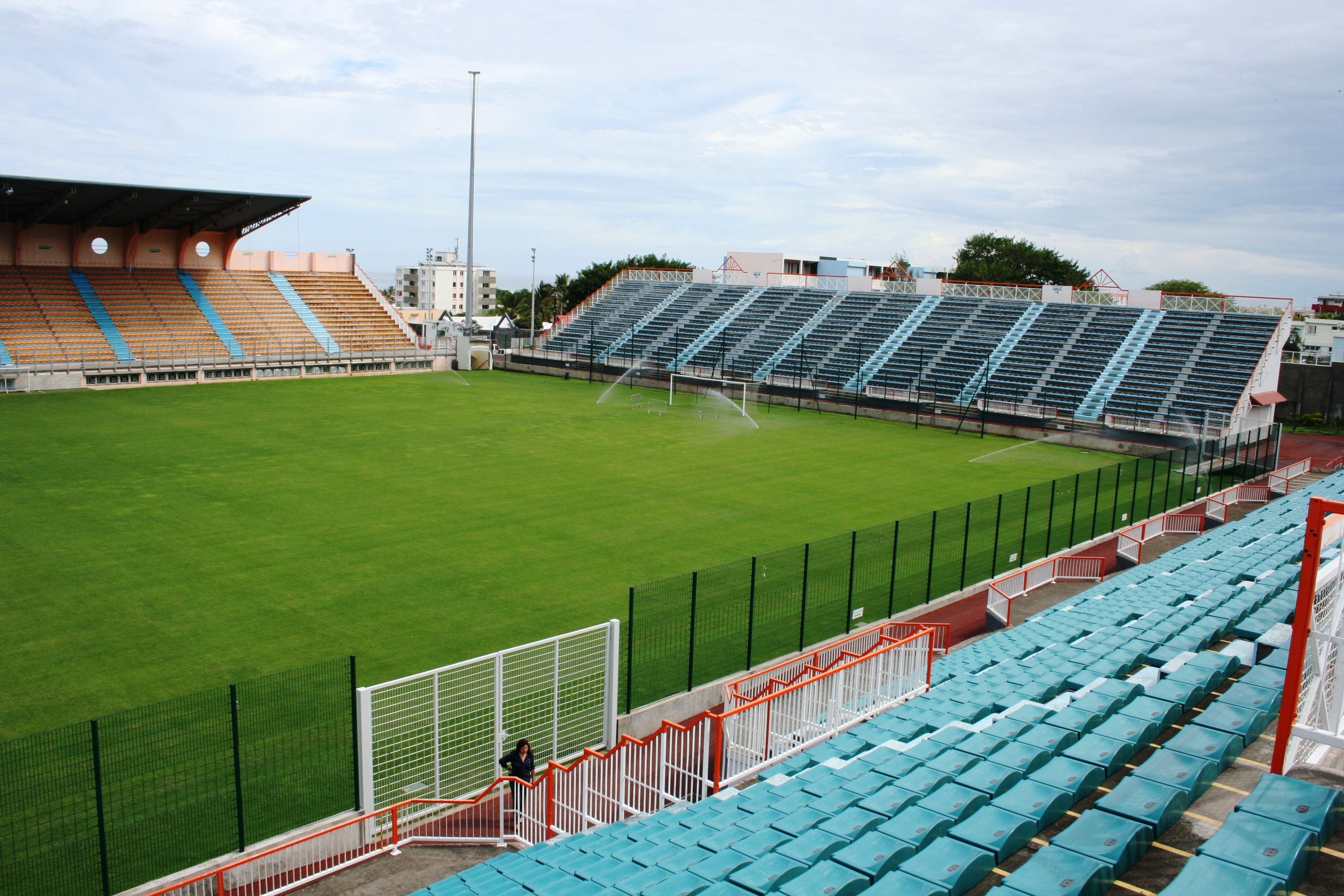
Stade Michel Volnay

Stade Michel Volnay – stadion piłkarski w Saint-Pierre, na Reunionie. Swoje mecze rozgrywa tam reunioński klub JS Saint Pierroise. Stadion może pomieścić 8000 widzów.